# Pintér Béla (építész)
| Pintér Béla                               | Pintér Béla                                                                        |
| Kattints az alábbi külső linkek egyikére! | Kattints az alábbi külső linkek egyikére!                                          |
| ----------------------------------------- | ---------------------------------------------------------------------------------- |
| Nem található szabad kép.(?)              |                                                                                    |
| külső link · jogvédett                    | Pintér Béla építész. Forrás: Új Magyar Építőművészet. Magyar Nemzet. 2022. 06. 23. |

Pintér Béla (Budapest, 1925. február 23. – Budapest, 1992. június 23.) kétszeres Ybl Miklós-díjas építész.

## Tanulmányai
Középiskolai tanulmányait 1935 és 1943 között az Óbudai Árpád Gimnáziumban végezte, ahol kitűnt rajztehetségével. 1939-ben a rajzolásban tanúsított kiválóságáért jutalmat kapott. 1951-ben a Budapesti Műszaki Egyetemen kapott diplomát. A diplomaszerzést követően a Városépítési Tudományos és Tervező Intézet (VÁTI), az Iparterv, majd a Középülettervező Iroda (KÖZTI) tervezőjeként dolgozott.

## Munkássága
Pályája során számos köz- és lakóépületet tervezett, így például 1958-ban Újpesten a Szent László téri kísérleti lakóházakat, 1963–1964-ben Nyíregyházán a Tanárképző Főiskolát , a debreceni Építőgépész Technikumot 1963-ban, a nagykőrösi Élelmiszeripari Iskolát 1964-ben.
Az első kelet-európai Hilton Szálloda Sedlmayr János műemléki tervező és Pintér Béla közreműködésének köszönhető. Az építkezés alapja az a Hilton-szerződés volt, melyet a HungarHotels írt alá még 1968. augusztus 19-én. Az 1976-ra megépült Hilton Budapest az UNESCO világörökség részét alkotó történelmi Várnegyed szívében fekszik. Pintérék sikerrel vették a feladatot és egy, a kor követelményeinek megfelelő modern épületet illesztettek egy minden részletében történelmi környezetbe úgy, hogy a hotel épülete és a körülötte fekvő műemlékek szerves egységet alkotnak.
Későbbi munkái közül kiemelkedő jelentőségű az 1978-ban tervezett líbiai Vízügyi Kutatóintézet, a Kelenföldi plébánia és templom (1983), az Agrártudományi Egyetem tornacsarnoka és előadótermei (1986). Munkásságát 1958-ban és 1978-ban Ybl Miklós-díjjal tüntették ki.

## Főbb művei
- Lakóházak (1958, Újpest, Papp József tér)
- Lakóház (1959, Budapest, Böszörményi u. 42.)
- Mozi (1959, Oroszlány)
- Rendőrség (1959, Budafok)
- Gubacsi úti iskola (1959, Budapest)
- Sarokbérház (1959, Budapest, Török u. 7-9.)
- Tanárképző Főiskola (1963-64, Nyíregyháza)
- Építőgépész Technikum (1963, Debrecen)
- Élelmiszeripari Iskola (1964, Nagykőrös)
- Magyar Kereskedelmi Kamara székháza (1969, Budapest)[6]
- Hilton Szálloda (1976, Budapest)
- Vízügyi Kutató Intézet (1978, Líbia)
- Kelenföldi plébánia és templom (1983, Budapest)
- Tornacsarnok és előadótermek (1986, Agrártudományi Egyetem)[7]
- Túry-Kádár műteremház (1959,Budapest) (ma Galéria Lénia)